# Aday Mara
Aday Mara Gómez (* 7. April 2005 in Saragossa) ist ein spanischer Basketballspieler.

## Werdegang
Als Kind spielte Mara als Torwart Fußball. Im Alter von acht Jahren maß er bereits 1,67 Meter und wechselte zum Basketball. Sein erster Verein war Basket Lupus in Saragossa, ehe er seine Ausbildung im Nachwuchsbereich von Casademont Zaragoza fortsetzte. Später wurde er zeitweise an den Viertligisten CB El Olivar und den Zweitligisten Levitec Huesca abgegeben, um Spielerfahrung im Herrenbereich zu sammeln. Im Oktober 2022 gab er für Casademont Zaragoza unter Trainer Martin Schiller seinen Einstand in der Liga ACB.
Zum Spieljahr 2023/24 wechselte er an die US-amerikanische University of California, Los Angeles (UCLA). Mara und Casademont Zaragoza trennten sich im Unfrieden, der Verein pochte auf die Einhaltung des Vertrags, während sich Mara weigerte, die für den Fall der vorzeitigen Beendigung der Zusammenarbeit festgelegte Summe zu entrichten.

### Nationalmannschaft
2022 wurde er mit Spaniens U17-Nationalmannschaft Zweiter bei der Weltmeisterschaft dieser Altersklasse. Im Juli 2023 stand er im Endspiel der U18-Europameisterschaft, das gegen Serbien verloren wurde.

## Familie
Seine Mutter Geli Gómez war Volleyballspielerin. Sein Vater Francisco Javier Mara bestritt in der zweiten Hälfte der 1980er Jahre fünf Spiele für Saragossa in der Liga ACB.